# Stygolaophonte arenophila
Stygolaophonte arenophila är en kräftdjursart som beskrevs av Lang 1965. Stygolaophonte arenophila ingår i släktet Stygolaophonte och familjen Laophontidae. Inga underarter finns listade i Catalogue of Life.